# Ray Gaddis
Raymon Gaddis, detto Ray (Indianapolis, 13 gennaio 1990), è un ex calciatore statunitense, di ruolo difensore.

## Caratteristiche tecniche
È un terzino destro.

## Carriera
Gaddis viene selezionato al SuperDraft 2012 come 35ª scelta dal Philadelphia Union. Il 14 aprile debutta in MLS nel match contro il Columbus Crew. Nell'agosto 2018 diviene il calciatore del club ad aver effettuato più minuti di gioco.
Nel marzo 2021, all'età di 31 anni, decide di ritirarsi dal calcio giocato dopo nove stagioni passate a Filadelfia. Tuttavia, il 5 gennaio 2022, torna sui suoi passi, firmando con l'FC Cincinnati un contratto valido fino al 2023, con opzione di estenderlo per un'altra stagione.

## Statistiche

### Presenze e reti nei club
Statistiche aggiornate al 9 ottobre 2022.
| Stagione                  | Squadra                   | Campionato                | Campionato | Campionato | Coppe nazionali | Coppe nazionali | Coppe nazionali | Coppe continentali | Coppe continentali | Coppe continentali | Altre coppe | Altre coppe | Altre coppe | Totale | Totale | Totale |
| Stagione                  | Squadra                   | Comp                      | Pres       | Reti       | Comp            | Pres            | Reti            | Comp               | Pres               | Reti               | Comp        | Pres        | Reti        | Pres   | Reti   |        |
| ------------------------- | ------------------------- | ------------------------- | ---------- | ---------- | --------------- | --------------- | --------------- | ------------------ | ------------------ | ------------------ | ----------- | ----------- | ----------- | ------ | ------ | ------ |
| 2012                      | Philadelphia Union        | MLS                       | 17         | 0          | USOC            | 2               | 0               |                    | -                  | -                  |             | -           | -           | 19     | 0      |        |
| 2013                      | Philadelphia Union        | MLS                       | 31         | 0          | USOC            | 2               | 0               |                    | -                  | -                  |             | -           | -           | 33     | 0      |        |
| 2014                      | Philadelphia Union        | MLS                       | 34         | 0          | USOC            | 3               | 0               |                    | -                  | -                  |             | -           | -           | 39     | 0      |        |
| 2015                      | Philadelphia Union        | MLS                       | 28         | 0          | USOC            | 5               | 0               |                    | -                  | -                  |             | -           | -           | 33     | 0      |        |
| 2016                      | Philadelphia Union        | MLS                       | 7          | 0          | USOC            | 2               | 0               |                    | -                  | -                  |             | -           | -           | 9      | 0      |        |
| 2017                      | Philadelphia Union        | MLS                       | 26         | 0          | USOC            | 1               | 0               |                    | -                  | -                  |             | -           | -           | 27     | 0      |        |
| 2018                      | Philadelphia Union        | MLS                       | 29         | 0          | USOC            | 4               | 0               |                    | -                  | -                  |             | -           | -           | 33     | 0      |        |
| 2019                      | Philadelphia Union        | MLS                       | 36         | 0          | USOC            | 1               | 0               |                    | -                  | -                  |             | -           | -           | 37     | 0      |        |
| 2020                      | Philadelphia Union        | MLS                       | 19         | 0          |                 | -               | -               |                    | -                  | -                  |             | -           | -           | 19     | 0      |        |
| Totale Philadelphia Union | Totale Philadelphia Union | Totale Philadelphia Union | 228        | 0          |                 | 20              | 0               |                    | -                  | -                  |             | -           | -           | 248    | 0      |        |
| 2022                      | FC Cincinnati             | MLS                       | 23         | 0          | USOC            | -               | -               |                    | -                  | -                  | LC          | 1           | 0           | 24     | 0      |        |
| Totale carriera           | Totale carriera           | Totale carriera           | 251        | 0          |                 | 20              | 0               |                    | -                  | -                  |             | 1           | 0           | 272    | 0      |        |

### Record

#### Philadelphia Union
- Calciatore con più presenze in partite ufficiali (248).[6]
- Calciatore con più presenze in MLS (228).[6]

## Palmarès
- MLS Supporters' Shield: 1

FC Cincinnati: 2023